# Фэннинг, Дакота
Ха́нна Дако́та Фэ́ннинг (англ. Hannah Dakota Fanning; род. 23 февраля 1994, Коньерс, Джорджия, США) — американская актриса и фотомодель. Актёрскую карьеру начала в 2000 году, сыграв небольшую роль в телесериале «Скорая помощь» (1994—2010). Стала известна после появления в детстве в таких фильмах, как «Я — Сэм» (2001), «Гнев» (2004), «Война миров» (2005) и «Паутина Шарлотты» (2006). Дакота Фэннинг является обладательницей множества наград и самой молодой номинанткой на «Премию Гильдии киноактёров США».

## Ранние годы и образование
Ханна Фэннинг родилась в спортивной семье — отец Стивен Фаннинг (р. 1967) — бывший бейсболист команды Сент-Луис Кардиналс, работает продавцом электроники; мать Джой Фэннинг (р. 1967), в девичестве Эррингтон, — бывшая профессиональная теннисистка. Её дедушка по материнской линии Рик Эррингтон — бывший квотербек команды Филадельфия Иглз, а тётя Джилл Эррингтон — бывший репортёр ESPN. У Дакоты есть младшая сестра Эль Фэннинг, также актриса. Имеет шотландские, немецкие и ирландские корни. Фэннинг с семьёй является баптисткой. Окончила Campbell Hall School в Северном Голливуде, Лос-Анджелес, где являлась членом группы поддержки школьной команды.
Дакота научилась читать в 2 года. Актёрские способности проявились с ранних лет. Когда у четырёхлетней Дакоты появилась сестра Эль, то она стала засовывать подушку под платье, изображая беременность, а новорождённого ребёнка играла её сестра. Дакота стала посещать театральную студию, расположенную недалеко от её дома. Там дети каждую неделю ставили пьесы, и сотрудники театра, заметив, насколько Дакота выделялась, посоветовали родителям нанять для неё агента. Семья в 1999 году по совету агента поехала на 6 недель в Лос-Анджелес, запланировав вернуться обратно в Джорджию. Но агент нашёл Дакоте первую работу в рекламе порошка «Tide», и семья обратно так и не вернулась. Дебютировала на телевидении Ханна под своим вторым именем — Дакота.

## Карьера

### 2000—2007: Ранние годы
Первой заметной актёрской работой стала гостевая роль в одном эпизоде драматического сериала «Скорая помощь», где она сыграла одну из своих любимых ролей — больную лейкемией жертву автоаварии. После были гостевые роли в других известных телесериалах, среди которых «C.S.I.: Место преступления», «Друзья», «Практика», «Спин-Сити», а также играла главных героинь в детстве в сериалах «Элли Макбил» и «Шоу Эллен».

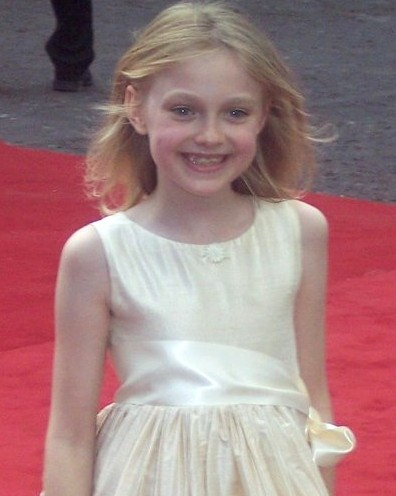
Дакота Фэннинг на премьере фильма «Война миров» в Лондоне, июнь 2005 год

В 2001 году сыграла две малозаметные роли в фильмах «Папино Рождество» и «Мартовские коты», и дебютировала в большом кино в фильме «Я — Сэм» с Шоном Пенном в главной роли, где она сыграла дочь умственно отсталого главного героя, за опеку над которой он борется. За эту роль семилетняя Дакота была выдвинута на соискание премии Гильдии киноактёров и стала самой юной номинанткой за всю историю данной награды. Также она получила награду как «Лучшая молодая актриса» от «Ассоциации кинокритиков вещательных компаний» (Broadcast Film Critics Association).
В 2002 году Стивен Спилберг выбрал Дакоту на главную детскую роль в научно-фантастическом мини-сериале «Похищенные». К тому времени она уже успела получить несколько положительных отзывов от критиков, в частности от Тома Шэйлза из «The Washington Post». В том же году Фэннинг появилась в трёх фильмах: в роли жертвы похищения в «24 часа», играя персонаж Риз Уизерспун в детстве в «Стильной штучке» и в роли Кэти в фильме «Гензель и Гретель». А в 2003 году отличилась, исполняя роли очень взрослого ребёнка со взбалмошной няней Бриттани Мерфи в «Городских девчонках» и Салли в комедии «Кот». Также в тот период была занята в озвучке англоязычной диснеевской версии 2005 года японского мультфильма «Мой сосед Тоторо», а также по одному эпизоду в сериалах «Гриффины» и «Лига справедливости».
В 2004 году появляется в фильме «Гнев», где она играет роль девятилетней девочки Лупиты Рамос, которую похитила мексиканская банда, в то время как её должен был защищать наёмный телохранитель Дензел Вашингтон. «Игра в прятки» был первым фильмом, вышедшим в 2005 году где Дакота сыграла с Робертом Де Ниро. Также в том году она озвучила Лило (после Дэйви Чейз) в вышедшем на видео мультфильме «Лило и Стич 2: Большая проблема Стича». Дакота снялась в небольшой роли в фильме Родриго Гарсиа «Девять жизней», где у неё была непрерывная девятиминутная сцена с актрисой Гленн Клоуз, которая позже восторженно отозвалась о Дакоте. И в то же время Фэннинг озвучила свой персонаж для будущего мультфильма «Коралина в Стране Кошмаров».

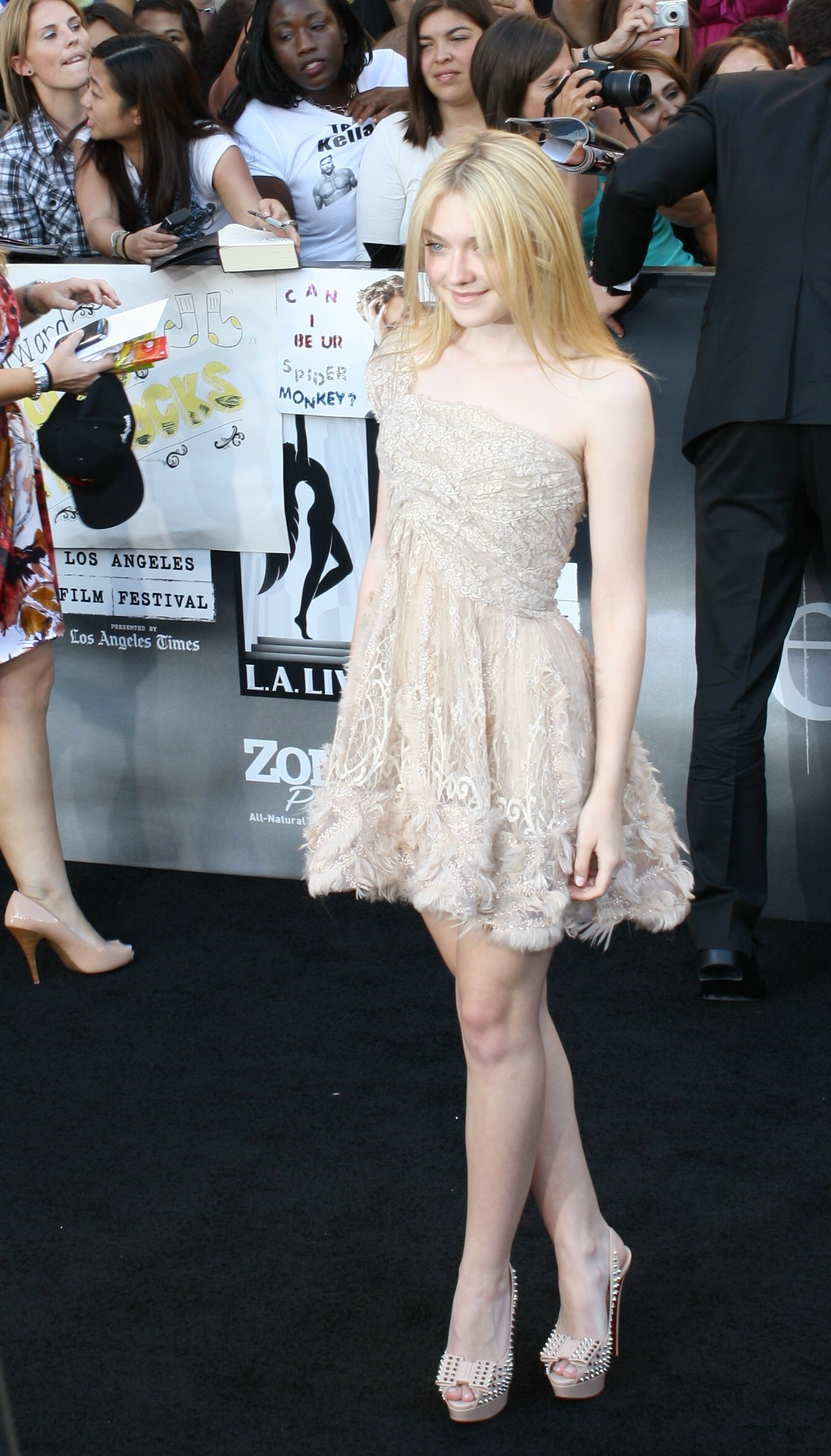
Дакота Фэннинг на премьере фильма «Затмение» в «Нокиа-Плаза», Лос-Анджелес 25 июня 2010 года

В конце октября 2004 года Дакота завершила съёмки в «Мечтателе» с Куртом Расселом в главной роли. После чего Рассел, игравший отца персонажа Дакоты, сказал, что она была его лучшей партнёршей за всю его карьеру. Затем была роль в фильме «Война миров» совместно с Томом Крузом, и сразу без перерыва Дакота поехала на съёмки «Паутины Шарлотты», закончив сниматься в мае 2005 года в Австралии.
Летом 2006 года Фэннинг была занята на съёмках фильма «Затравленная», а после выхода фильма подверглась критике за сцену изнасилования её персонажа, на что Дакота ответила: «Это не случилось по-настоящему. Это кино. Это называется актёрское мастерство».
В 2006 году в возрасте 12 лет Дакота Фэннинг была приглашена присоединиться к Академии кинематографических искусств и наук, став самым молодым членом академии за всю историю. Заработав в 2006 году $4 миллиона, она попала на 4-е место в списке «Forbes» ведущих звёзд в возрасте до 21-го года.
В марте и апреле 2007 года снималась в фильме «Полёт длиною в жизнь» с такими звёздами первой величины как Кейт Бекинсейл, Гай Пирс, а также с оскароносными Форестом Уитакером и Дженнифер Хадсон. Она сыграла Энн Хэген, девушку, ставшую свидетелем в убийстве отца и впоследствии обратившуюся к религии.
А в июле 2007 года в течение трёх дней снималась в короткометражном фильме Кейт Хадсон «Кутласс». С сентября по декабрь 2007 года Дакота работает над съёмками научно-фантастического фильма «Пятое измерение» о группе экстрасенсов, которым при рождении были даны различные способности и которые пытаются разрушить планы зловещей корпорации.

### 2008 — 2025
В январе 2008 года начала съёмки в адаптации одноимённого романа Сью Монк Кидд «Тайная жизнь пчёл». В Сыграла провидицу Кесси Холмс в фильме «Пятое измерение».
Снялась в 2010 годах в небольшой роли вампира Джейн в фильмах «Сумерки. Сага. Новолуние», «Сумерки. Сага. Затмение», «Сумерки. Сага: Рассвет — Часть 2», снятых по произведениям Стефани Майер.

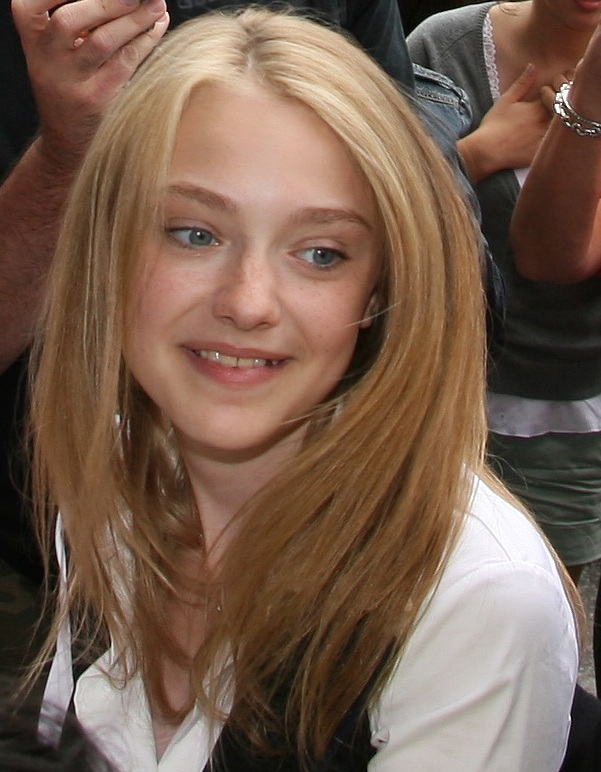
Дакота Фэннинг на Международном кинофестивале в Торонто в 2008 году

В 2010 году вышел фильм «Ранэвэйс» с участием Дакоты, Кристен Стюарт, Стеллы Маив и Скаут Тэйлор-Комптон, где Фэннинг играет Шери Кэрри, вокалистку группы The Runaways.
Также велись переговоры о её участии в новом фильме, экранизации романа Гейл Форман «If I Stay» («Если я останусь»). Фильм должен быть снят кинокомпанией Summit Entertainment под руководством бразильского режиссёра Хейтора Дхалия, хотя первоначально этим должна была заняться Кэтрин Хардвик.
Дакота должна была сыграть девушку Мию, которая обожает классическую музыку и у неё есть парень — звезда рока. Мия не может выбрать между музыкой и любовью, но ей приходится столкнуться с трудным выбором между жизнью и смертью. Однако Дакота покинула проект из-за желания без больших нагрузок окончить школу весной 2011 года.
В феврале 2011 года появилась информация, что Дакота снимется сразу в трёх фильмах: «Лондонские каникулы» — фильм Майкла Хоффмана, где Дакота сыграет сестру королевы принцессу Маргарет в подростковом возрасте, которой вместе с сестрой разрешают покинуть Букингемский дворец на одну ночь, чтобы присоединиться к народному празднованию победы во Второй мировой. Однако вскоре актриса от роли отказалась. И была в итоге заменена на Бел Паули. «Жизнь в мотеле» — фильм, снятый по одноимённому роману. В этом фильме Дакота сыграет вместе со Стивеном Дорфом, который играл отца героини сестры актрисы Эль в фильме «Где-то», и Эмилем Хиршем. «Дикая Миссисипи» — инди-триллер, в котором актрисе предстоит сыграть девушку главного героя, которые убегают от гангстеров после кражи бриллиантов. Также Дакота пришла на смену Сирше Ронан в биографическом фильме «Эффи», где актрисе предстоит сыграть Эффи Грей, жену критика, архитектора, поэта и художника Джона Рёскина. Сюжет фильма крутится вокруг знаменитого викторианского любовного треугольника Эффи — Рёскин — Милле. Премьера состоялась в 2014 году, режиссёром выступил Ричард Лэкстон, сценаристом — Эмма Томпсон.
В июле 2016 года стало известно, что Дакота присоединилась к актёрскому составу фильма «Стеклянный колпак», режиссёром которого выступит актриса Кирстен Данст. В октябре 2016 года было объявлено, что Дакота присоединилась к актёрскому составу фильма «Восемь подруг Оушена».

#### Модельная карьера
В декабре 2010 года стало известно, что Фэннинг подписала профессиональный модельный контракт с агентством IMG Models, с которым сотрудничают такие известные модели как Жизель Бюндхен, Кейт Мосс, Наоми Кэмпбелл. По сообщениям, Дакота будет работать с компаниями Special Bookings и продолжит карьеру модели под именем Dakota F.
В 2007 году Дакота представляла одежду из весенне-летней коллекции Марка Джейкобса, а в марте 2011 года она возглавила рекламную кампанию нового парфюма Marc Jacobs, получившего название Oh Lola.

## Личная жизнь
В июне 2011 года, Дакота Фэннинг окончила Campbell Hall School в Калифорнии, где она была членом группы чирлидинга и была выбрана королевой выпускного бала. С 2011 по 2014 год, Фэннинг училась в Gallatin School of Individualized Study, где она специализировалась в области женской проблематики с акцентом на изображение женщин в кинематографе и культуре. С 2013 по 2016 год Дакота Фаннинг встречалась с моделью Джейми Страчаном. Когда пара рассталась, пресса распространила ложную новость о романе Дакоты Фэннинг с коллегой по съёмочной площадке — Тео Джеймсом. С 2018 года Дакота Фэннинг и исследователь Генри Фрай состоят в отношениях.

## Фильмография
| Год  |     | Русское название                      | Оригинальное название                     | Роль                       |
| ---- | --- | ------------------------------------- | ----------------------------------------- | -------------------------- |
| 2000 | с   | Скорая помощь                         | ER                                        | Дэлия Чедси                |
| 2000 | с   | Элли Макбил                           | Ally McBeal                               | Элли в пять лет            |
| 2000 | с   | Сильное лекарство                     | Strong Medicine                           | Эди                        |
| 2000 | с   | C.S.I.: Место преступления            | CSI: Crime Scene Investigation            | Бренда Коллинз             |
| 2000 | с   | Практика                              | The Practice                              | Алесса Энджел              |
| 2000 | с   | Спин-Сити                             | Spin City                                 | Синди                      |
| 2001 | кор | Папино Рождество                      | Father Xmas                               | Клейр                      |
| 2001 | с   | Малкольм в центре внимания            | Malcolm in the Middle                     | Эмилия                     |
| 2001 | ф   | Мартовские коты                       | Tomcats                                   | девочка в парке            |
| 2001 | мс  | Гриффины                              | Family Guy                                | маленькая девочка          |
| 2001 | с   | Шоу Эллен                             | The Ellen Show                            | Эллен в детстве            |
| 2001 | ф   | Я — Сэм                               | I Am Sam                                  | Люси Даймонд Доусон        |
| 2002 | ф   | 24 часа                               | Trapped                                   | Эбигейл «Эбби» Дженнингз   |
| 2002 | ф   | Стильная штучка                       | Sweet Home Alabama                        | Мелани в детстве           |
| 2002 | ф   | Гензель и Гретель                     | Hansel and Gretel                         | Кэти                       |
| 2002 | мтф | Похищенные                            | Taken                                     | Элли Киз                   |
| 2003 | ф   | Городские девчонки                    | Uptown Girls                              | Лоррейн «Рэй» Шлейн        |
| 2003 | ф   | Кот                                   | The Cat in the Hat                        | Салли Уолден               |
| 2003 | мф  | Ким Пять-с-Плюсом: Борьба во времени  | Kim Possible: A Sitch in Time             | дошкольница Ким            |
| 2004 | с   | Друзья                                | Friends                                   | Маккензи                   |
| 2004 | ф   | Гнев                                  | Man on Fire                               | Люпита «Пита» Мартин Рамос |
| 2004 | мф  | Мой сосед Тоторо                      | My Neighbor Totoro                        | Сацуки Кусакабе            |
| 2004 | мс  | Лига справедливости                   | Justice League Unlimited                  | Чудо-Женщина               |
| 2005 | ф   | Игра в прятки                         | Hide and Seek                             | Эмили Каллауэй             |
| 2005 | мф  | Лило и Стич 2: Большая проблема Стича | Lilo & Stitch 2: Stitch Has a Glitch      | Лило Пелекай               |
| 2005 | ф   | Девять жизней                         | Nine Lives                                | Мария                      |
| 2005 | ф   | Война миров                           | War of the Worlds                         | Рэйчел Ферриер             |
| 2005 | ф   | Мечтатель                             | Dreamer: Inspired by a True Story         | Кэйл Крэйн                 |
| 2006 | ф   | Паутина Шарлотты                      | Charlotte’s Web                           | Ферн Арабл                 |
| 2007 | ф   | Затравленная                          | Hounddog                                  | Луэллен                    |
| 2007 | кор | Кутласс                               | Cutlass                                   | Лэйси                      |
| 2008 | ф   | Тайная жизнь пчёл                     | The Secret Life of Bees                   | Лили Оуэнс                 |
| 2009 | мф  | Коралина в Стране Кошмаров            | Coraline                                  | Коралина Джонс             |
| 2009 | ф   | Пятое измерение                       | Push                                      | Кэсси Холмс                |
| 2009 | ф   | Полёт длиною в жизнь                  | Winged Creatures                          | Энн Хэген                  |
| 2009 | ф   | Сумерки. Сага. Новолуние              | The Twilight Saga: New Moon               | Джейн                      |
| 2009 | ки  | Coraline                              | Coraline                                  | Коралина Джонс             |
| 2010 | ф   | Ранэвэйс                              | The Runaways                              | Шери Кэрри                 |
| 2010 | ф   | Сумерки. Сага. Затмение               | The Twilight Saga: Eclipse                | Джейн                      |
| 2012 | ф   | Сумерки. Сага. Рассвет: часть 2       | The Twilight Saga: Breaking Dawn - Part 2 | Джейн                      |
| 2012 | кор | Селия                                 | Celia                                     | Ханна Джонс                |
| 2012 | ф   | Жизнь в мотеле                        | The Motel Life                            | Энни Джеймс                |
| 2012 | ф   | Сейчас самое время                    | Now Is Good                               | Тесса Скотт                |
| 2013 | ф   | Ночные движения                       | Night Moves                               | Дэна Брауэр                |
| 2013 | ф   | Последний из Робин Гудов              | The Last of Robin Hood                    | Беверли Адленд             |
| 2013 | ф   | Очень хорошие девочки                 | Very Good Girls                           | Лили Бергер                |
| 2014 | ф   | Эффи                                  | Effie                                     | Евфимия «Эффи» Грей        |
| 2014 | ф   | Каждая секретная вещь                 | Every Secret Thing                        | Ронни Фуллер               |
| 2014 | мф  | Махни крылом!                         | Yellowbird                                | Дэлф                       |
| 2015 | ф   | Благодетель                           | The Benefactor                            | Оливия Харрис              |
| 2016 | ф   | Преисподняя                           | Brimstone                                 | Лиз                        |
| 2016 | ф   | Американская пастораль                | American Pastoral                         | Мэрри Левов                |
| 2016 | кор | Побег                                 | The Escape                                | Лили                       |
| 2017 | кор | Зигота                                | Zygote                                    | Берклай                    |
| 2017 | ф   | Пожалуйста, приготовьтесь             | Please Stand By                           | Венди                      |
| 2018 | ф   | Восемь подруг Оушена                  | Ocean's Eight                             | Пенелопа Стерн             |
| 2018 | с   | Алиенист                              | The Alienist                              | Сара Говард                |
| 2019 | ф   | Однажды в… Голливуде                  | Once Upon a Time in Hollywood             | Линетт «Сквики» Фромм      |
| 2019 | ф   | Бабочки в животе                      | Sweetness in the Belly                    | Лилли Абдель               |
| 2020 | с   | Алиенист                              | The Alienist                              | Сара Говард                |
| 2020 | ф   | Вьена и «Призраки»                    | Viena and the Fantomes                    | Вьена                      |
| 2022 | с   | Первая леди                           | First Lady                                | Сьюзан Форд                |
| 2023 | ф   | Великий уравнитель 3                  | The Equalizer 3                           | Эмма Коллинз               |
| 2024 | с   | Рипли                                 | Ripley                                    | Мардж Шервуд               |
| 2024 | ф   | Смотрители                            | The Watchers                              | Мина                       |
| 2024 | с   | Идеальная пара                        | The Perfect Couple                        | Абигаль Уинбери            |
| 2025 | с   | Всё её вина                           | All Her Fault                             | Дженнифер                  |
| 2025 | ф   | Соловей                               | Nightingale                               | Вианн Мориак               |
| 2026 | ф   | Альма                                 | Alma                                      | TBA                        |
|      | ф   | Беспощадный                           | Vicious                                   | ТВА                        |

## Награды и номинации
Список приведён в соответствии с данными сайта IMDb.com.
| Год  | Награда                                  | Категория                                       | Работа                     | Результат |
| ---- | ---------------------------------------- | ----------------------------------------------- | -------------------------- | --------- |
| 2001 | Выбор критиков                           | Лучшая молодая актриса                          | Я — Сэм                    | Победа    |
| 2002 | Las Vegas Film Critics Society           | Лучшая молодая киноактриса                      | Я — Сэм                    | Победа    |
| 2002 | Премия Гильдии киноактёров США           | Лучшая женская роль второго плана               | Я — Сэм                    | Номинация |
| 2002 | Спутник                                  | Новый талант                                    | Я — Сэм                    | Победа    |
| 2002 | Chicago Film Critics Association         | Самая многообещающая актриса                    | Я — Сэм                    | Победа    |
| 2002 | Young Artist Awards                      | Лучшая молодая киноактриса                      | Я — Сэм                    | Победа    |
| 2003 | Young Artist Awards                      | Лучшая молодая телеактриса                      | Похищенные                 | Победа    |
| 2003 | Сатурн                                   | Лучшая телеактриса второго плана                | Похищенные                 | Номинация |
| 2004 | Young Artist Awards                      | Лучшая молодая киноактриса                      | Кот                        | Номинация |
| 2005 | Young Artist Awards                      | Лучшая молодая киноактриса                      | Гнев                       | Номинация |
| 2005 | Готэм                                    | Лучший актёрский ансамбль                       | Девять жизней              | Номинация |
| 2005 | Locarno International Film Festival      | Лучшая актриса                                  | Девять жизней              | Победа    |
| 2005 | MTV Movie Awards                         | Лучший испуг                                    | Игра в прятки              | Победа    |
| 2005 | Las Vegas Film Critics Society           | Лучшая молодая актриса                          | Война миров                | Победа    |
| 2005 | Irish Film and Television Awards         | Лучшая международная актриса                    | Война миров                | Номинация |
| 2005 | Выбор критиков                           | Лучшая молодая актриса                          | Война миров                | Победа    |
| 2006 | MTV Movie Awards                         | Лучший испуг                                    | Война миров                | Номинация |
| 2006 | Сатурн                                   | Лучшая молодая актриса                          | Война миров                | Победа    |
| 2006 | National Association of Theatre Owners   | Актриса года                                    | н/д                        | Победа    |
| 2006 | Nickelodeon Kids' Choice Awards          | Любимая киноактриса                             | Мечтатель                  | Номинация |
| 2006 | Young Artist Awards                      | Лучшая молодая актриса                          | Мечтатель                  | Победа    |
| 2006 | Fangoria Chainsaw Awards                 | Лучшая актриса                                  | Игра в прятки              | Номинация |
| 2006 | Выбор критиков                           | Лучшая молодая актриса                          | Паутина Шарлотты           | Номинация |
| 2007 | Young Artist Awards                      | Лучшая молодая киноактриса                      | Паутина Шарлотты           | Номинация |
| 2007 | Nickelodeon Kids' Choice Awards          | Любимая киноактриса                             | Паутина Шарлотты           | Победа    |
| 2008 | Black Reel Awards                        | Лучший актёрский ансамбль                       | Тайная жизнь пчёл          | Номинация |
| 2008 | Broadcast Film Critics Association       | Лучшая молодая актриса                          | Тайная жизнь пчёл          | Номинация |
| 2008 | Hollywood Film Festival                  | Лучшая актриса                                  | Тайная жизнь пчёл          | Победа    |
| 2009 | Выбор критиков                           | Лучшая молодая актриса                          | Тайная жизнь пчёл          | Номинация |
| 2009 | Young Artist Awards                      | Лучшая молодая киноактриса                      | Тайная жизнь пчёл          | Победа    |
| 2009 | Palm Springs International Film Festival | Восходящая звезда                               | н/д                        | Победа    |
| 2010 | Young Artist Awards                      | Лучшее озвучивание молодым актёром или актрисой | Коралина в Стране Кошмаров | Номинация |
| 2010 | MTV Movie Awards                         | Лучший поцелуй (совместно с Кристен Стюарт)     | Ранэвэйс                   | Номинация |
| 2010 | Teen Choice Awards                       | Лучшая актёрская сцена                          | Сумерки. Сага. Новолуние   | Номинация |
| 2013 | National Arts Awards                     | Специальная награда                             | н/д                        | Победа    |
| 2018 | Сатурн                                   | Лучшая телеактриса второго плана                | Алиенист                   | Номинация |
| 2019 | Спутник                                  | Лучшая женская роль — мини-сериал или телефильм | Алиенист                   | Номинация |
| 2020 | Премия Гильдии киноактёров США           | Лучший актёрский состав в игровом кино          | Однажды в… Голливуде       | Номинация |